# Waynesburg (Ohio)
Pour les articles homonymes, voir Waynesburg.
Waynesburg est un village américain situé dans le comté de Stark, dans l'Ohio. Selon le recensement de 2010, sa population est de 923 habitants.